# Кеплер-плац (станція метро)
48°10′47″ пн. ш. 16°22′34″ сх. д. / 48.1797° пн. ш. 16.376° сх. д.
«Кеплер-плац» (нім. Keplerplatz, в перекладі — площа Кеплера) — станція Віденського метрополітену, розміщена на лінії U1 між станціями «Ройманн-плац» та «Зюдтіролер-плац-Гауптбангоф». Відкрита 25 лютого 1978 року у складі дільниці «Ройманн-плац» — «Карлс-плац». Названа за площею, яка розташована поблизу.
Розташована в 10-му районі Відня (Фаворитен). Має виходи на однойменну площу, на перехрестя вулиць Фаворитен-штрасе і Раабер-Бан-гассе та на вулицю Фаворитен-штрасе.